# سینمای بازنوگرا

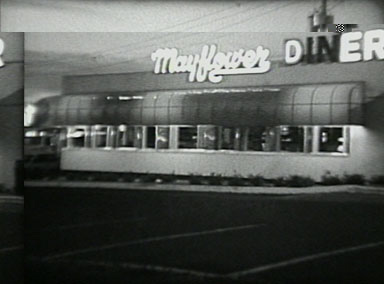
عکسی از فیلم "تیراندازی در ماه" به کارگردانی جسی ریچاردز و نیکلاس واتسون

سینمای بازنوگرا (به انگلیسی: Remodernist film) یک جنبش سینمایی است که در اوایل قرن بیست و یکم در ایالات متحده آمریکا و بریتانیا شکل گرفت. این جنبش متاثر از جنبش بین‌المللی استاکیسم و بیانیه بازنوگرایی آن‌ها بود. هری اسمیت، جسی ریچاردز و آموس پو از چهره‌های شاخص سینمای بازنوگرا هستند.

## بیانیه و فلسفه
جسی ریچاردز در ۲۷ اوت ۲۰۰۷ بیانیهٔ سینمای بازنوگرا را ارائه کرد که شامل ۱۵ بند بود و آن را معنویتی نو در سینما خواند. او سینمای بازنوگرا را سینمایی برهنه‌شده، مینیمال، غزلی و شکلی ولگردگونه از فیلم‌سازی دانست. فیلم‌های بازنوگرا داعیه بازگرداندن یک معنای معنوی و حسی جدید را به سینما دارند و بر روی انگاره‌هایی چون ساختار روایی و ذهنیت تاکید می‌کنند. عناصر گوناگونی از جنبش‌ها و مکتب‌های گوناگون بر روی این جنبش سینمایی تاثیر گذاشته‌اند که از جمله آن‌ها می‌توان به عناصری از سینمای بدون موج، موج نوی فرانسه، پانک فیلم، هیجان‌نمایی، فیلمسازی معنوی و متعالی و همین‌طور تئاتر قساوت آنتون آرتو اشاره کرد. همچنین فیلم‌سازانی چون آندری تارکوفسکی، یاسوجیرو ازو، روبر برسون، ژان ویگو، میکل آنجلو آنتونیونی و ژان اپشتاین بر روی این جنبش سینمایی تأثیر گذاشته‌اند.

## فیلم‌های شاخص
- شلیک به ماه (۱۹۹۸) جسی ریچاردز
- سواری اتوبوس نیمه‌راه (۱۹۹۹) ولف هووارد
- سکس و دروغ‌ها (۱۹۹۸) جسی ریچاردز
- خاکستری (۲۰۰۸) روزبه رشیدی
- اکنون و برای همیشه (۲۰۰۸) روزبه رشیدی
- شگفتی درباره الگوی مغزی شما (۲۰۰۹) جسی ریچاردز